# Siège de Silistra
Guerre de Crimée
Batailles
- Isaccea (10-1853)
- Oltenița (11-1853)
- Pitsounda (11-1853)
- Sinope (11-1853)
- Cetate (12-1853)
- Silistra (04-1854)
- Kurekdere (08-1854)
- Bomarsund (08-1854)
- Petropavlovsk (08-1854)
- Alma (09-1854)
- Sébastopol (10-1854)
- Balaklava (10-1854)
- Inkerman (11-1854)
- Eupatoria (02-1855)
- Taganrog (05-1855)
- Kars (07-1855)
- Tchernaïa (08-1855)
- Malakoff (09-1855)
- Kanghil (09-1855)
- Kinbourn (10-1855)

Le siège de Silistra fut un affrontement de la guerre de Crimée qui opposa l'Empire russe à l'Empire ottoman autour de la forteresse de Silistra.

## Déroulement
En juin 1853, l'Empire russe envahit les principautés danubiennes sous suzeraineté ottomane pour contraindre l'Empire ottoman à des concessions sur le traitement des chrétiens orthodoxes. Soutenu par la France et le Royaume-Uni, l'Empire ottoman déclara la guerre à la Russie à l'automne mais hormis quelques affrontements comme la bataille d'Oltenița, le front resta situé sur le cours du Danube.
Au printemps 1854, le tsar Nicolas Ier ordonna une offensive pour prendre le contrôle de Constantinople avant l'arrivée des renforts britanniques et français. La progression fut difficile en raison de la résistance ottomane et du terrain marécageux ; les maladies mirent hors de combat un tiers des troupes russes déjà affaiblies par le manque de ravitaillement. Le siège de la forteresse de Silistra débuta le 5 avril mais ne fut pas complet et les Ottomans purent soutenir la garnison de 18 000 hommes. Le bombardement de la ville commença le 16 mai après que les assaillants se furent emparés difficilement des hauteurs autour de la place forte mais ce délai avait permis aux défenseurs de renforcer leurs positions. Pressé par le tsar, le général Ivan Paskevitch ordonna plus d'une vingtaine d'assauts entre le 20 mai et le 5 juin mais aucun ne parvint à percer les lignes ottomanes. Blessé par un éclat d'obus, il fut remplacé le 10 juin par Mikhaïl Gortchakov dont les manœuvres n'eurent pas plus de succès.
Le 21 juin, Nicolas Ier qui s'inquiétait du déploiement grandissant de troupes autrichiennes à la frontière ordonna la levée du siège et le repli derrière le Danube. Cela fut achevé le 24 et les Russes évacuèrent les principautés danubiennes durant l'été. Ces dernières furent alors occupées par l'Autriche qui les rendit à l'Empire ottoman à la fin du conflit et les hostilités se poursuivirent en Crimée et dans le Caucase.